# Aleksander Kozera

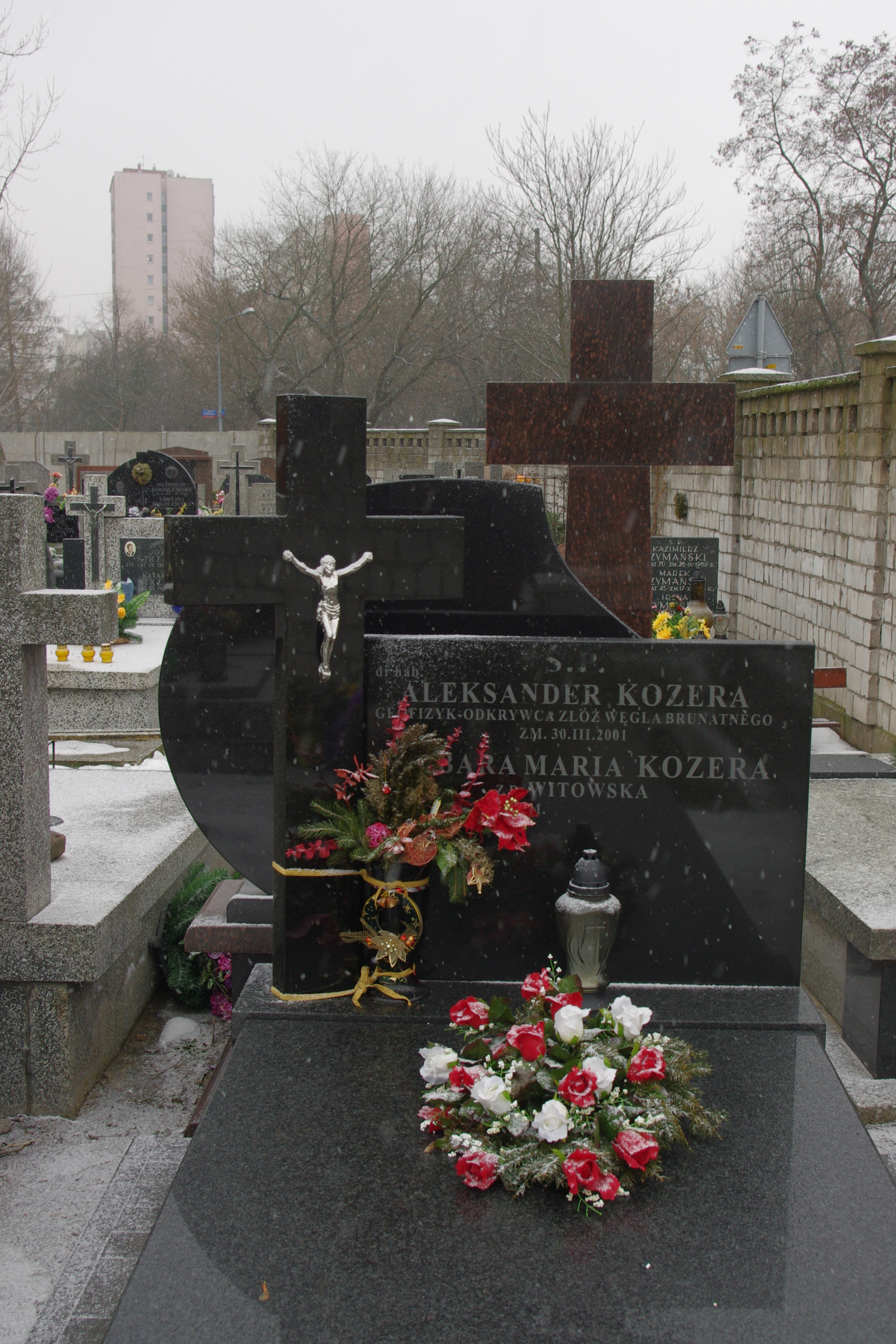
Grób dr inż. Aleksandra Kozery na cmentarzu Wawrzyszewskim w Warszawie

Aleksander Kozera (ur. ?, zm. 30 marca 2001) – polski geofizyk, doktor inżynier, autor podręczników szkolnych dla szkół zawodowych, odkrywca złóż węgla brunatnego.

## Życiorys
Pochowany na cmentarzu Wawrzyszewskim w Warszawie